# Station Oss
Station Oss is een spoorwegstation in Oss en werd geopend op 4 juni 1881. Het station is gelegen aan de lijn Tilburg - Nijmegen. Het huidige stationsgebouw dateert uit 1982.
In Nederland is Oss de kortste stationsnaam en heeft het de kortste afkorting voor een station, namelijk O.
Op het station is een mogelijkheid om goederentreinen te laten wachten, zodat treinen elkaar kunnen inhalen.

## Treinen
In Oss stoppen de volgende treinseries:
| Serie | Treinsoort     | Route | Bijzonderheden |
| ----- | -------------- | --- | --- |
| 3600  | Intercity (NS) | Roosendaal – Breda – Tilburg – 's-Hertogenbosch – Oss – Nijmegen – Arnhem Centraal – Dieren – Zutphen – Deventer – Zwolle | |
| 4400  | Sprinter (NS)  | Oss – 's-Hertogenbosch – Eindhoven Centraal – Helmond – Deurne                                                            | Rijdt in de ochtendspits van maandag t/m donderdag twee ritten van/naar Oss, waarbij richting Oss non-stop wordt gereden tussen 's-Hertogenbosch en Oss. |
| 6600  | Sprinter (NS)  | Dordrecht – Breda – Tilburg – 's-Hertogenbosch – Oss – Nijmegen – Arnhem Centraal                                         | Rijdt alleen doordeweeks tot 19:00 uur tussen Nijmegen en Arnhem Centraal v.v.                                                                           |

## Voor- en natransport
Op het stationsplein ligt het busstation van Oss, met stadslijnen van Stichting Wijkbus Oss en streek-, buurt- en schoollijnen van Arriva. Er is een treintaxistandplaats (voor NS Zonetaxi's), parkeergelegenheid voor auto's en er is een bewaakte en een onbewaakte fietsenstalling.

## Ontwikkeling aantal reizigers
Het aantal door NS vervoerde reizigers (per gemiddelde werkdag) ontwikkelde zich sedert 2019 als volgt:
| Jaar | Aantal reizigers |
| ---- | ---------------- |
| 2019 | 8.608            |
| 2020 | 4.025            |
| 2021 | 4.499            |
| 2022 | 6.250            |
| 2023 | 7.090            |
| 2024 | 7.012            |

## Afbeeldingen

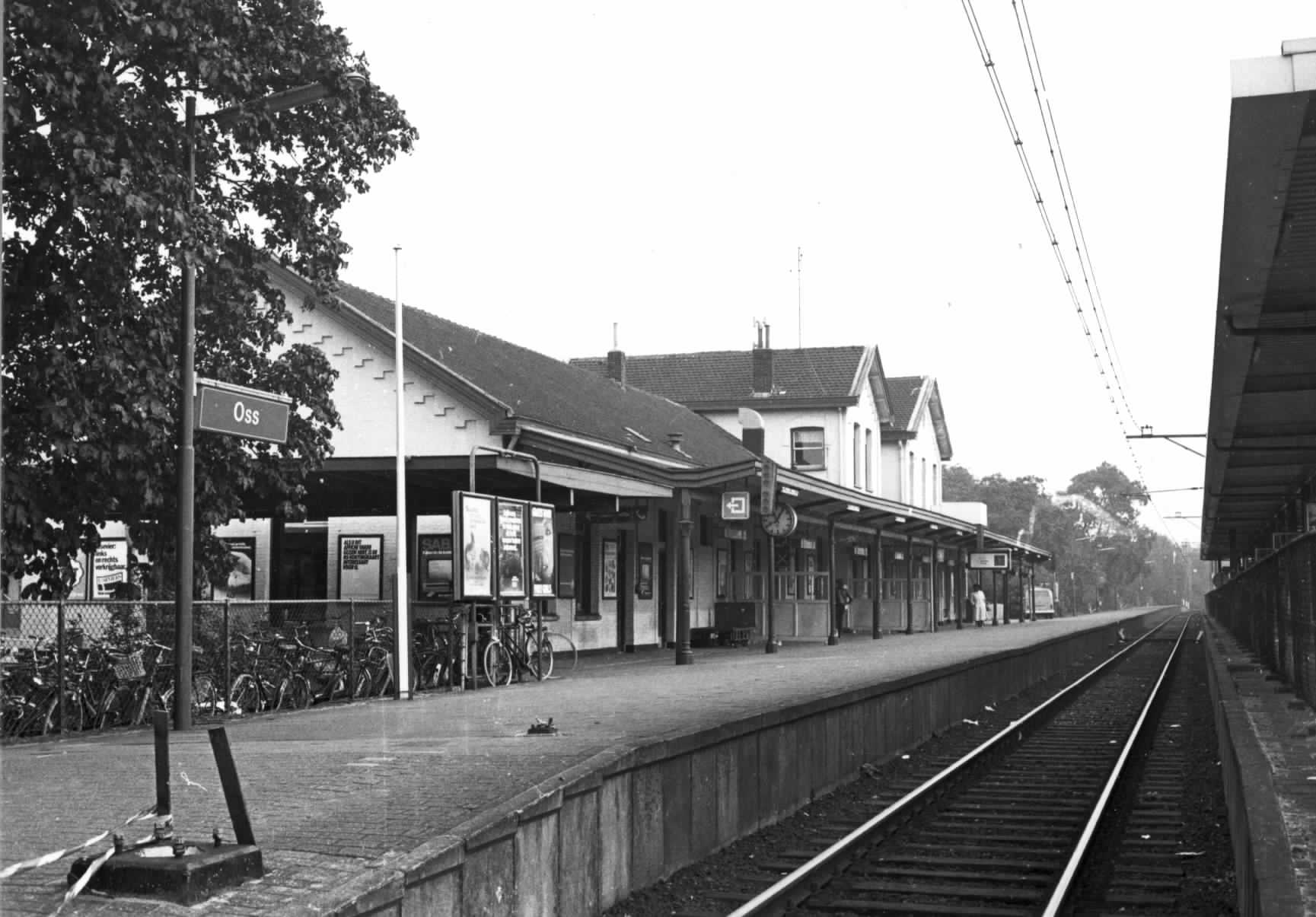
Station in 1980 of 1981
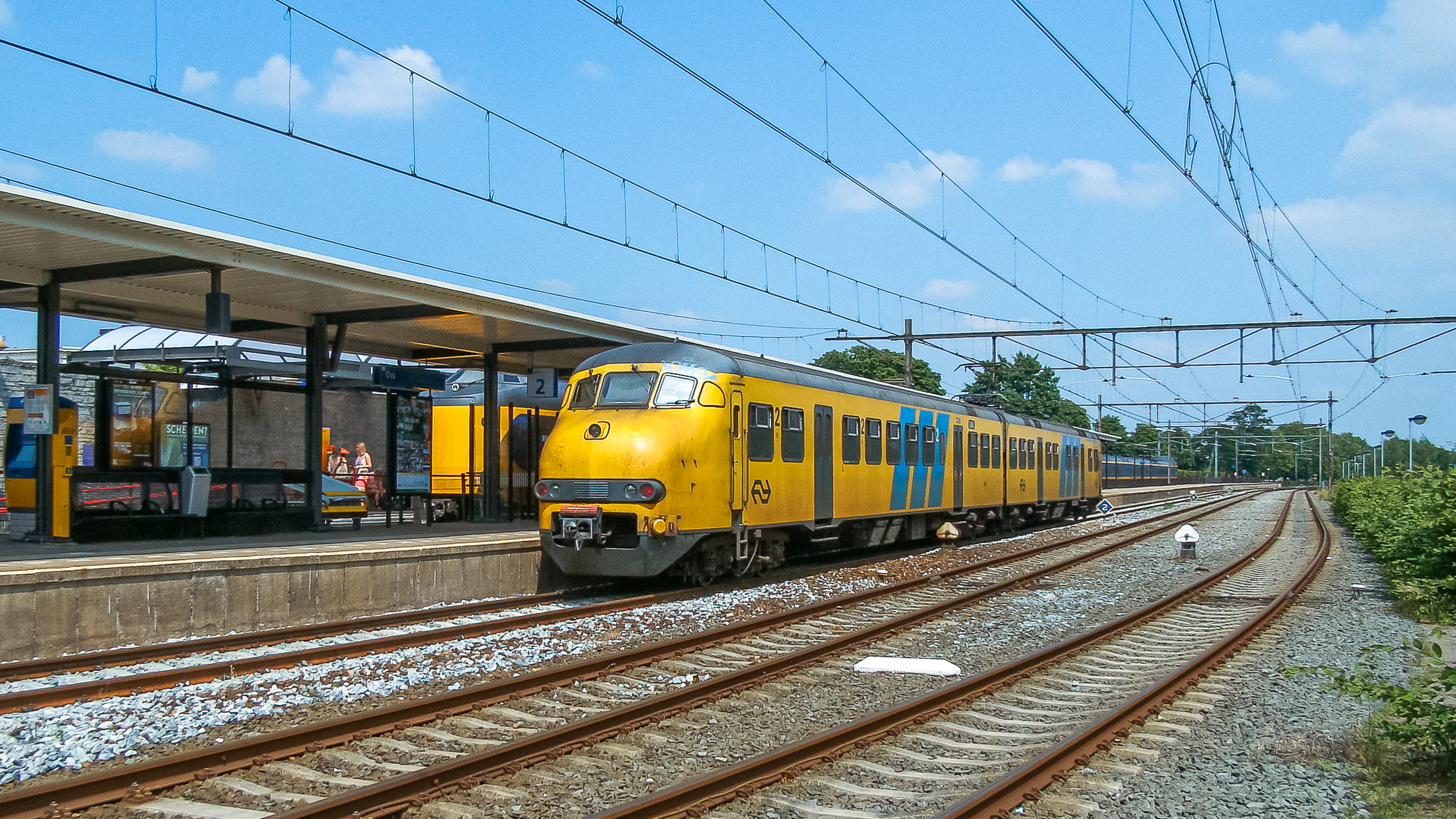
Treinen op het station in 2013
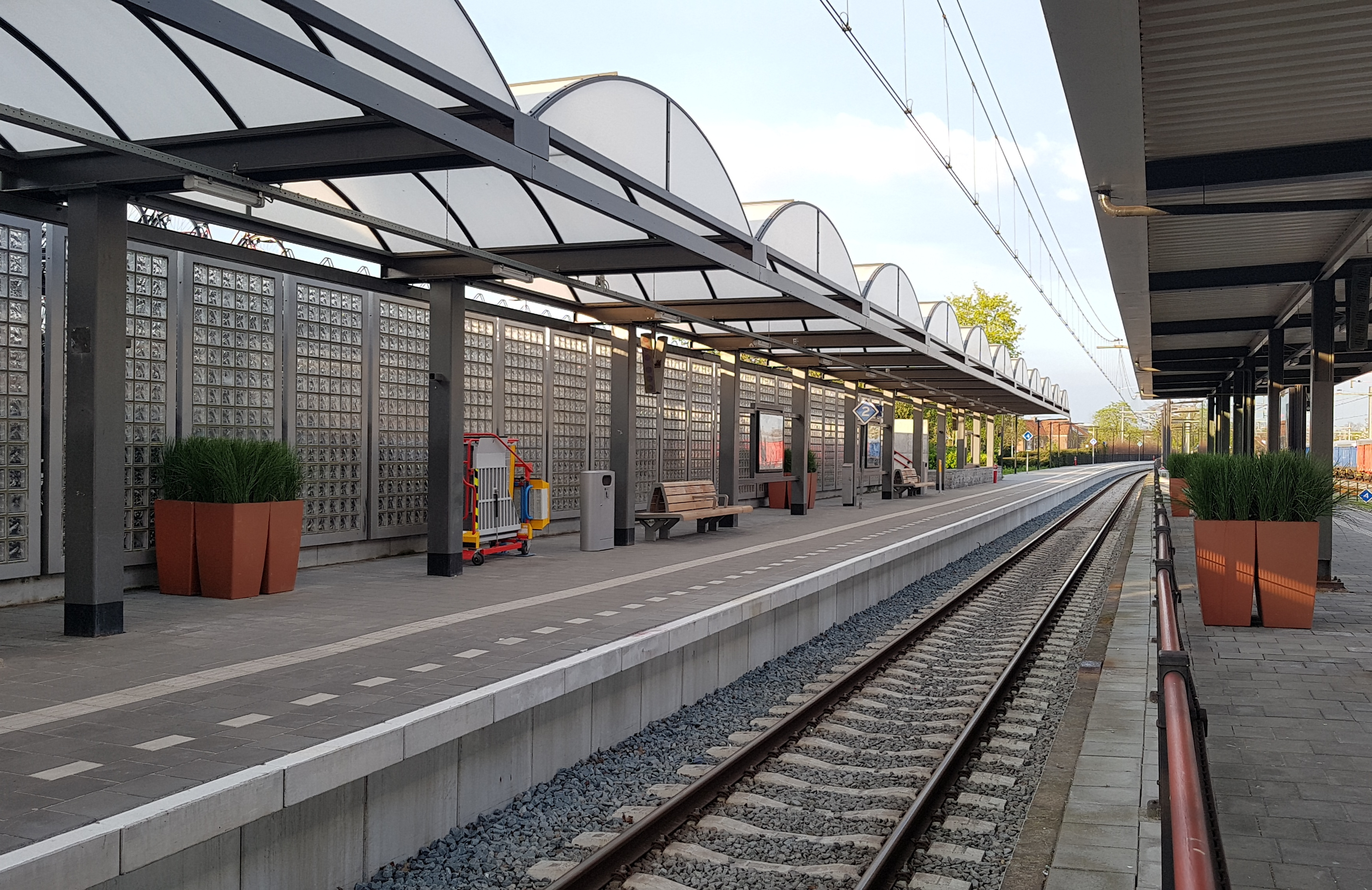
De perrons
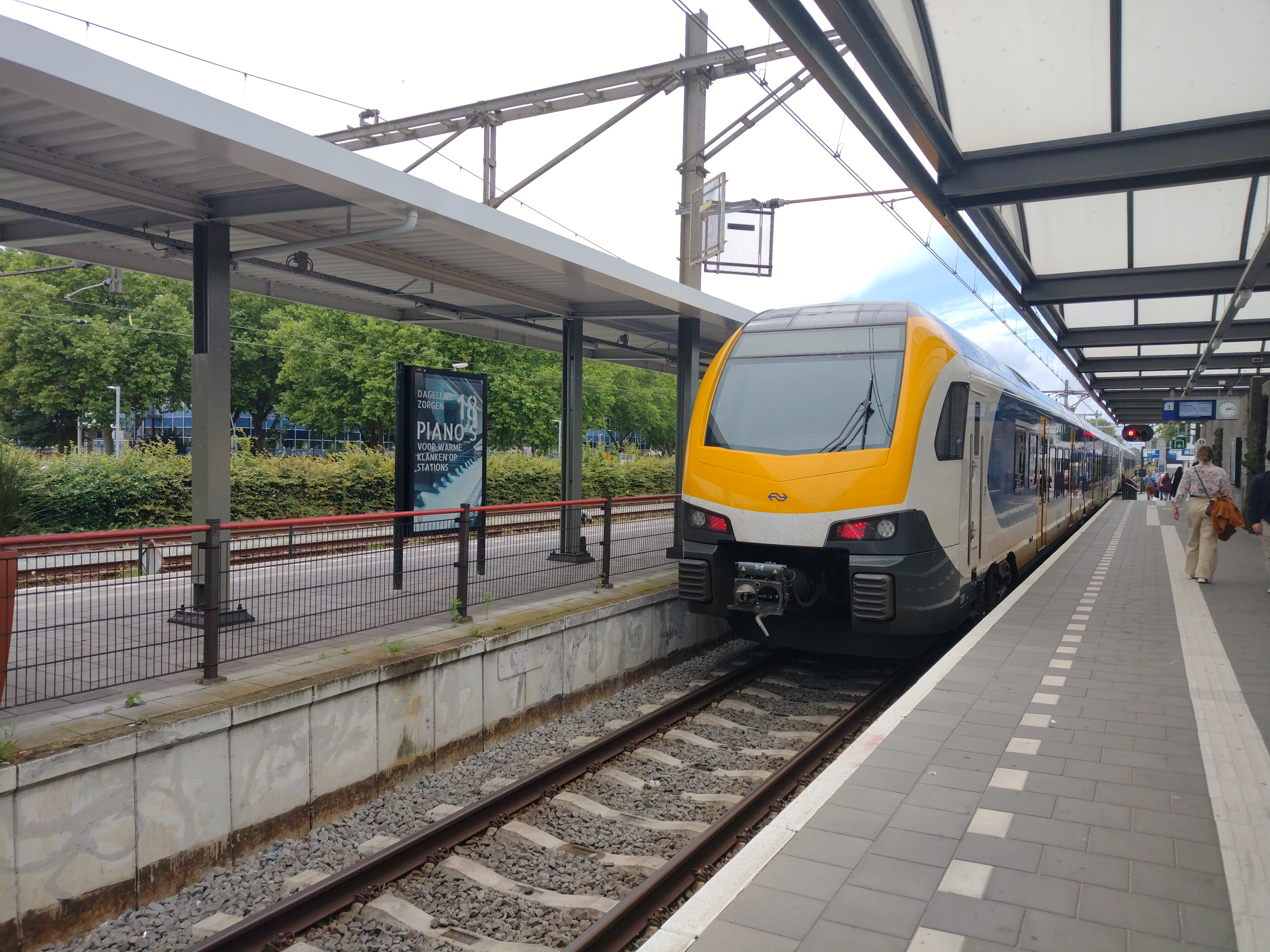
NS FLIRT op het station

0: Tilburg ·
Berkel-Enschot ·
7: Udenhout ·
13: Helvoirt ·
IJzeren Man ·
Vught Zuid-Oost ·
22: 's-Hertogenbosch ·
24: Orthen ·
25: 's-Hertogenbosch Oost ·
28: Rosmalen ·
Sprokkelbosch ·
Kruisstraat ·
Nuland ·
Geffen ·
Heihoek ·
39: Oss West ·
41: Oss ·
Berghem ·
49: Ravenstein ·
56: Wijchen ·
61: Nijmegen Dukenburg ·
63: Nijmegen Goffert ·
66: Nijmegen
Bergen op Zoom · 
Best · 
Boxmeer · 
Boxtel · 
Breda · 
-Prinsenbeek · 
Cuijk · 
Deurne · 
Eindhoven:
-Centraal · 
-Stadion · 
-Strijp-S ·
Etten-Leur · 
Geldrop · 
Gilze-Rijen · 
Heeze · 
Helmond · 
-Brandevoort ·
-Brouwhuis · 
-'t Hout · 
's-Hertogenbosch · 
-Oost · 
Lage Zwaluwe · 
Maarheeze · 
Oisterwijk · 
Oss ·
-West · 
Oudenbosch · 
Ravenstein · 
Roosendaal · 
Rosmalen · 
Tilburg · 
-Reeshof · 
-Universiteit · 
Vierlingsbeek · 
Vught · 
Zevenbergen
Voormalige stations: zie de lijst van voormalige spoorwegstations in Noord-Brabant